# Fresneda de la Sierra Tirón (kommun)
Fresneda de la Sierra Tirón är en kommun i Spanien.   Den ligger i provinsen Provincia de Burgos och regionen Kastilien och Leon, i den norra delen av landet, 210 km norr om huvudstaden Madrid. Antalet invånare är 136.